# Borneogryllacris borneoensis
Borneogryllacris borneoensis är en insektsart som först beskrevs av Wilhem de Haan 1842.  Borneogryllacris borneoensis ingår i släktet Borneogryllacris och familjen Gryllacrididae. Inga underarter finns listade i Catalogue of Life.